# Alfred der Große

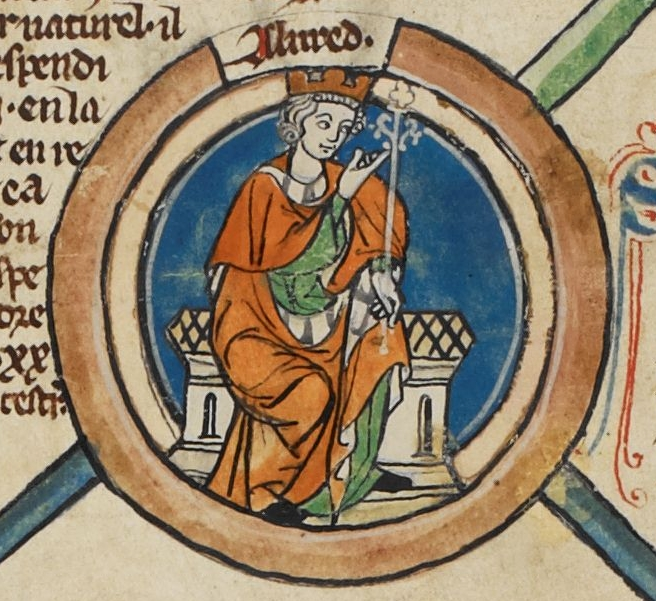
Alfred der Große

Alfred der Große (auch Ælfred, von altenglisch Ælfrēd; * 848 oder 849 in Wantage, Oxfordshire; † 26. Oktober 899) war ab 871 König der West-Sachsen (Wessex) und ab etwa 886 der Angelsachsen. Er war der jüngste der fünf Söhne des 858 verstorbenen Westsachsenkönigs Æthelwulf und dessen erster Frau Osburga. Seine besondere Bedeutung für die englische Geschichte liegt darin, dass er nach erfolgreicher Abwehr der Wikinger die Grundlagen für eine Vereinigung der angelsächsischen Königreiche unter der Hegemonie von Wessex schuf sowie die altenglische Sprache und Literatur förderte.

## Leben

### Frühe Jahre

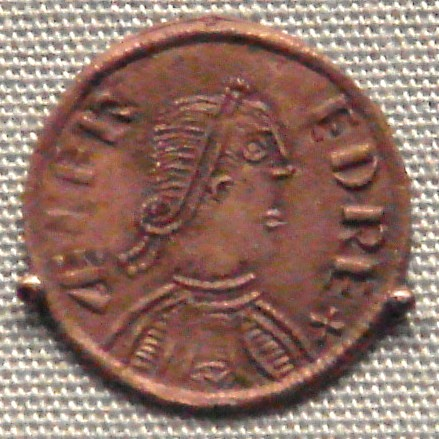
König Alfred auf einer um 880 geprägten Münze

Alfred wurde in jungen Jahren nach Rom gesandt, wo er der Angelsächsischen Chronik zufolge von Papst Leo IV. „zum König gesalbt wurde“. Dies wurde (spätestens im viktorianischen Zeitalter) als vorwegnehmende Krönung zum König von Wessex verstanden. Diese Krönung hätte Leo aber nicht vorhersehen können, hatte Alfred doch zu diesem Zeitpunkt noch drei lebende ältere Brüder. Ein entsprechender Brief von Leo zeigt, dass Alfred zum Konsul ernannt wurde, was später als königliche Investitur (absichtlich oder nicht) missverstanden wurde.
Während der Regierungszeit seiner ältesten Brüder Æthelbald und Æthelberht trat Alfred nicht in Erscheinung, zumindest berichten die Quellen darüber nichts, was aber im Rahmen frühmittelalterlicher Geschichtsschreibung nicht ungewöhnlich ist. Dies änderte sich, als Æthelred I. den Thron bestieg. Alfred stieg zum secundarius auf, was ihn zu einer Art Mitregenten gemacht haben dürfte – eine Vereinbarung, die wahrscheinlich auch vom Witan, dem Rat der Großen, gewünscht war.

### Wikingerangriff und Beginn der Königsherrschaft Alfreds
Politisch spitzte sich die Lage in England zu, als 866 dänische Wikinger in angelsächsisches Gebiet einfielen. Die Angelsächsische Chronik berichtet von einem großen Heer der Wikinger, als deren wichtigster Anführer zunächst Ivarr erschien, ein Held der skandinavischen Saga-Literatur. Tatsächlich scheinen die angreifenden Dänen den Truppen der Angelsachsen zahlenmäßig überlegen gewesen zu sein, zumindest stellten sie eine ernsthafte Bedrohung dar und destabilisierten die politische Lage in England ganz erheblich. 868 versuchte Alfred noch gemeinsam mit seinem Bruder Æthelred, die einfallenden Wikinger aus Mercia fernzuhalten, scheiterte jedoch. 870/871 wandten sich die Dänen Wessex zu, dem letzten noch intakten angelsächsischen Königreich. Nun folgte „Alfreds Jahr der Schlachten“: fünfmal kam es zum Kampf, dreimal unterlagen die Angelsachsen, so bei der Belagerung von Reading. Zwar siegten die Westsachsen in den Schlachten bei Englefield und bei Ashdown, konnten damit aber keine Entscheidung zu ihren Gunsten herbeiführen.
Im April 871 starb Æthelred wahrscheinlich an einer Verwundung, die er in der Schlacht von Merton erlitten hatte. Daraufhin bestieg Alfred selbst den Thron, obwohl Æthelred zwei Söhne hatte, die aber als zu jung für dieses Amt angesehen wurden – besonders in dieser kritischen Zeit. Die Wikingerangriffe gingen unvermindert weiter, die Dänen stießen ins Herzland von Wessex vor, zogen sich dann aber zurück. Vermutlich waren sie mit dem Ergebnis des Feldzugs zufrieden, denn Alfred hatte ihnen bis dahin keine Niederlage bereiten können.
Die folgenden Jahre scheinen Wessex an den Rand des Abgrunds gebracht zu haben, während in den anderen angelsächsischen Reichen bereits die Dänen herrschten. Es kam immer wieder zu Gefechten, bei denen Alfred angeblich selbst nur knapp der Gefangennahme entging. Er musste schließlich nach Athelney fliehen, wo er ein neues Heer aushob und Truppen sammelte. 878 ging er zum Angriff über und konnte den Dänen bei Edington eine empfindliche Niederlage zufügen. Sein geschlagener Gegner König Guthrum ließ sich daraufhin taufen und zog sich in sein Königreich East Anglia zurück. Die große Krisenzeit war zumindest für Wessex überwunden.

### Sicherung der Herrschaft

Die Burh’s Alfreds des Großen

Bis 892 unterblieben weitere Angriffe der Wikinger, was Alfred Zeit gab, sein Land durch eine Reihe von Festungen (altenglisch burh) zu schützen und so neuen Angriffen der Wikinger entgegenzuwirken. Dem Burghal Hidage, einem Dokument, das um 910 entstand, ist zu entnehmen, dass er mindestens 30 Orte in Wessex befestigen ließ. Dazu gehörten vorgeschichtliche Wallburgen und aus alten Römerlagern hervorgegangene Ansiedlungen genauso wie später entstandene Städte und Orte. Diese (neu-)befestigten Plätze wurden durch Hufensteuern finanziert und mit Bauern bemannt. Fortan gab es also zwei verschiedene Truppenkörper in Wessex: die Besatzungen der ständig bemannten Festungen und den Fyrd, das im Kriegsfall einberufene Aufgebot der freien Untertanen.
Durch seine militärische Präsenz und eine geschickte Heiratspolitik dehnte Alfred seinen Einfluss weit in die anderen englischen Königreiche aus. Im Jahre 886 zog er in London ein und setzte seinen Schwiegersohn Æthelred als dortigen Statthalter ein. Die Reiche außerhalb des Danelag erkannten Alfred nun als ihren obersten König an, was ihm eine unangefochtene Primatsstellung verlieh. Diese Position ausnützend versuchte er um 886, seinen Einfluss auch auf das von König Guthrum regierte Danelag auszudehnen, indem er sich zum Schirmherrn aller Engländer erklärte. Auf diese Weise gelang es ihm schließlich, eine Teilung des Danelag bzw. des vormaligen Königreichs Mercia in einen dänischen und einen „englischen“ Teil durchzusetzen. Damit war auch die Grundlage für eine Vereinigung all jener Länder geschaffen, die heute England ausmachen. Verwirklicht wurde diese von seinen Nachfolgern, womit auch das – manchmal so genannte – „Erste Wikingerzeitalter“ in jenen Gebieten, die heute England bilden, zu Ende ging.
Zuvor war das Erreichte durch die seit 892 erneut einsetzenden Wikingerangriffe nochmals in Frage gestellt worden. Eine von Alfred geschaffene Kriegsflotte konnte diese Angriffe zunächst auch nicht aufhalten, was sein Reich in eine kurzfristige wirtschaftliche und militärische Krise stürzte. Letztlich aber besiegte ein Heer der unter seiner Führung vereinten Königreiche die Wikinger.

### Kulturförderung
Nach dem Vorbild Karls des Großen ließ Alfred zahlreiche Klöster gründen. Durch die Neuschaffung von Schulen förderte er das kulturelle und geistige Leben seines Reiches. Mit 36 Jahren lernte er selbst Latein und lud zahlreiche Gelehrte aus dem Frankenreich zu sich nach England ein; er selbst übersetzte Boethius’ Trost der Philosophie. Die Franken und angelsächsische Juristen begannen unter seiner Regierung mit der Niederschrift des Common Law in einer Gesetzessammlung mit der Bezeichnung Domboc.

### Tod und Nachwirkung

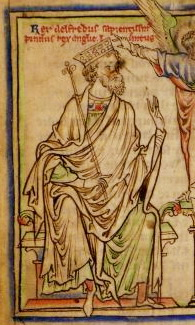
Hochmittelalterliche Darstellung Alfreds des Großen

Alfred wurde erst zu Zeiten der Reformation im 16. Jahrhundert „der Große“ genannt. Offiziell wurde er nie heiliggesprochen, dennoch verehrten ihn schon bald viele Menschen, und ein Heiligenkult, der sich bis heute überliefert hat, entstand um seine Grablege in der Kathedrale von Swithun, seit 1110 im Benediktinerkloster von Hyde Abbey in Hyde Head. Das Benediktinerkloster wurde 1536 von Heinrich VIII. aufgelöst. Im Jahr 1788 bauten Gefangene an dieser Stelle ein Gefängnis und stießen dabei auf einen königlichen Sarg, dessen Inhalt sie plünderten und dessen Gebeine sie wegwarfen. 1995 bis 1998 unternahm eine lokale Archäologengruppe eine Ausgrabung in der Nähe des ehemaligen Hochaltars und entdeckte dabei Gebeine, die in das Museum von Winchester kamen. C14-Untersuchungen an diesen ergaben, dass ein gefundenes Drittel eines Beckenknochens zwischen 895 und 1017 zu datieren sei. Anthropologische Untersuchungen ergaben, dass die betreffende Person männlichen Geschlechts und zwischen 26 und 45 Jahre alt gewesen war. Da in dieser Gegend keine Bestattungen aus der Angel-Sächsischen Periode bekannt sind, wird angenommen, dass es sich bei dem gefundenen Beckenrest um einen Knochen von Alfred dem Großen oder dessen Sohn handelt.
Alfred ist einer der wenigen angelsächsischen Könige, für die zumindest eine fragmentarische zeitgenössische Biografie existiert: Die einzige Handschrift des Lebens des Alfred blieb bis 1731 erhalten. Der Biograf war ein Waliser namens Asser, der sich mit seinem Text deutlich an Einhards Biografie Karls des Großen orientiert.
Eine Gedenktafel an ihn fand Aufnahme in die Walhalla bei Regensburg. Zudem trägt der Mount Alfred, ein Berg in der Antarktis, seinen Namen.
In der Church of England wird seiner am 26. Oktober gedacht.

## Familie

Zeit- und Abstammungstafel der englischen Könige von Alfred dem Großen bis zu Wilhelm dem Eroberer

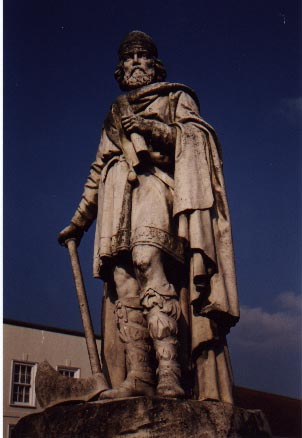
Statue von Alfred in Wantage

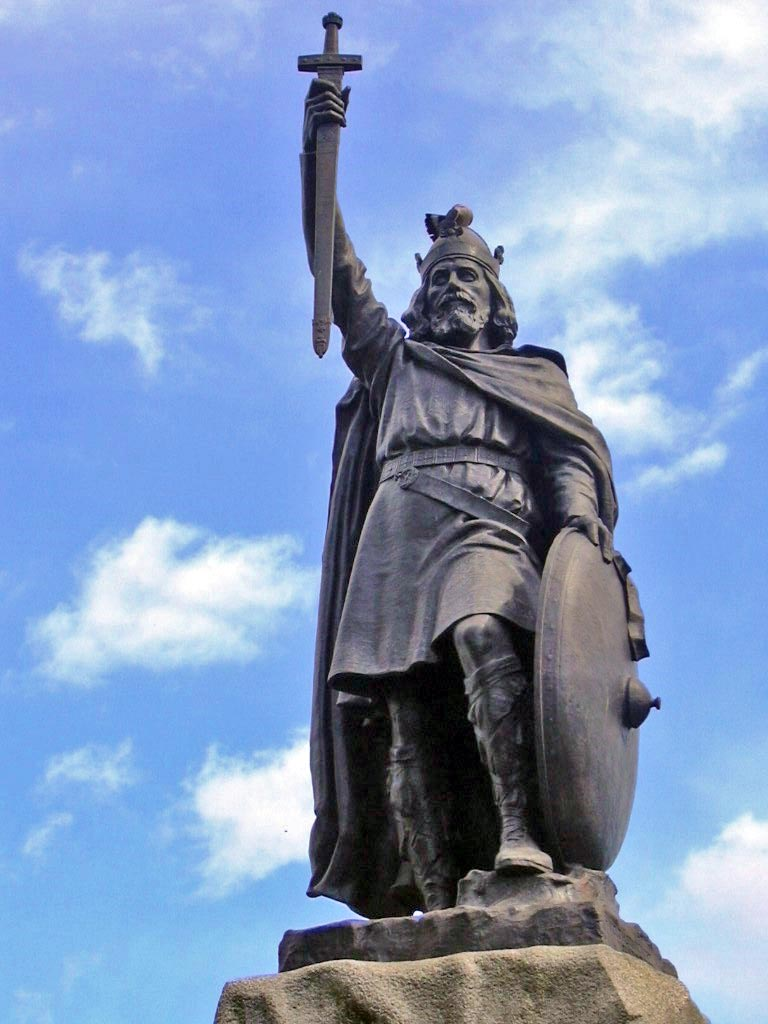
Statue Alfreds des Großen in Winchester

- Ehefrau: Ealhswith (* um 852, † in Winchester 5. Dezember 902), Tochter Æthelred von Gainas und dessen Gemahlin Eadburg
- Kinder:
  - Edmund (* ca. 870, † vor 899), Mitkönig von Wessex
  - Eduard (* ca. 871; † 17. Juli 924), König Eduard der Ältere
  - Æthelweard (* ca. 880, † 26. Oktober 920/922)
  - Æthelflæd (* ca. 869, † in Tamworth 12. Juni 918), Herrin der Mercier; Ehemann seit 886/7: Æthelred, Ealdorman von Mercia († 911)
  - Ælfthryd (* ca. 875/7, † Gent 7. Juni 929); Ehemann seit 884/893: Graf Balduin II. von Flandern († 918)
  - Æthelgiva († ca. 896), Äbtissin von Shaftesbury, Dorset

Siehe auch Haus Wessex und Stammtafel englischer Könige.

## Rezeption
Film und Fernsehen:
- Alfred der Große – Bezwinger der Wikinger
- The Last Kingdom (Fernsehserie)
- Vikings (Fernsehserie)

Belletristik:
- Bernard Cornwell: Das letzte Königreich
- Joan Wolf: The Edge of Light. (Prinzessin des Lichts)

Videospiele:
- Assassin’s Creed Valhalla

Lyrik:
- Theodor Fontane: König Alfred[5]

Musik:
- Thomas Arne: The Masque of Alfred (1740, Oratorium 1745, Oper 1753, Schlusschor Rule, Britannia!)

Architektur:
- King Alfred’s Tower (1772) in Somerset